# Kyūdō
Kyūdō (弓道:きゅうどう), literalment significa "camí de l'arc" en l'art japonès de l'arqueria. És un art marcial japonès (gendai budō); no s'ha de confondre amb el Yabusame, que és el tir amb arc a cavall, ni amb el Kyūjutsu, que és únicament la tècnica del tir.

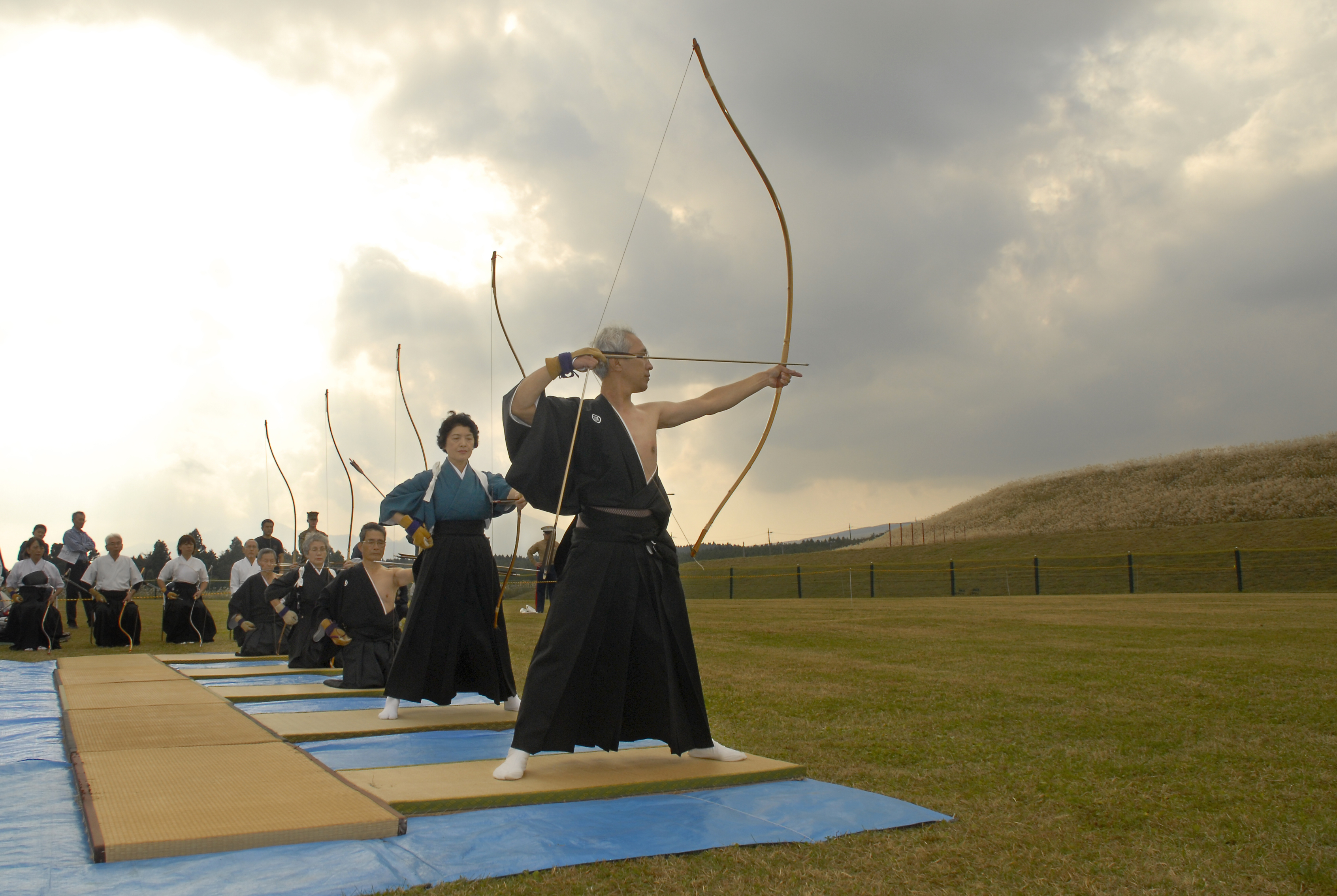
Demostració a càrrec de membres de l'Associació Gotemba Kyudo

S'estima que existeixen aproximadament mig milió de practicants del kyūdō; és practicat per homes i dones de totes les edats. El kyūdō és un esport curiós en el sentit en el que una persona pot dominar l'art als 90 o fins i tot als 100 anys.

## Propòsit del Kyūdō
En la seva forma més pura, el kyūdō és practicat com un art i cerca el desenvolupament moral i espiritual de l'individu. Molts arquers ho veuen com un esport, però l'objectiu dels més devots és el d'arribar al "seisha seichu", "el tir correcte és un cop correcte". En el kyūdō, el desig és l'acció única d'expansió ("nobiai") que resulta en un tir llibertat naturalment. Quan l'esperit i el balanç del tir són correctes, el resultat és que la fletxa arribi al blanc. Abandonar-se a un mateix completament en el tir és l'objectiu espiritual. En aquest aspecte, molts practicants creuen que la competitivitat, l'examinació i qualsevol oportunitat que col·loqui a l'arquer en aquesta situació és important; al contrari, hi ha altres que eviten les competicions i exàmens de qualsevol classe.